# دول (ناحیه پلهریموف)
دول (به چکی: Důl) یک منطقهٔ مسکونی در جمهوری چک است که در ناحیه پلهریموو واقع شده‌است. دول ۲٫۳۲ کیلومتر مربع مساحت و ۵۵ نفر جمعیت دارد و ۵۲۰ متر بالاتر از سطح دریا واقع شده‌است.